# 堀越英嗣
堀越 英嗣（ほりこし ひでつぐ、1953年 - ）は、日本の建築家。東京都出身。

## 経歴
開成高校、東京藝術大学卒業。安宅賞、サロン・ド・プランタン賞を受賞。東京藝術大学大学院修了後、丹下健三・都市・建築設計研究所に勤務、主任建築家、旧赤坂プリンスホテル、兵庫県立歴史博物館、横浜美術館、愛媛県民文化会館、パリ・イタリー広場グランエクラン基本計画、シンガポール・マリーナサウス再開発計画、ナポリ新都心計画等を担当、東京都新都庁舎競技設計１等当選案担当後の1986年に川村純一・松岡拓公雄・古市徹雄・城戸崎博孝とともにアーキテクトファイブ設立（共同主宰）。2001年～2004年まで鳥取環境大学教授。2004年より芝浦工業大学教授。2017年建築学部長。
2005年に株式会社 堀越英嗣 ARCHITECT 5を設立 代表。日本建築家協会フェロー会員。

## 主な作品
- 小川美術館
- 森永邸
- LINK/dB-SOFT・BUG本社研究所
- 世田谷ビジネススクエア
- 林原第５ビル／RICHARD ROGERS と共同
- モエレ沼公園／イサム・ノグチと共同
- 霊岸島水位観測所
- 千葉モノレール県庁前駅舎
- SSCT/システムソリューションセンターとちぎ
- 鳥取フラワーパーク/とっとり花回廊
- 志方邸
- 盛田本社ビル
- 旧SMEソニー・ミュージックエンタテインメント白金台オフィス
- セルリアンタワー金田中
- 渋谷ブリッジ21
- ザ・ウィンザーホテルG-CLEF
- IRONY SPACE
- 新潟駅南口駅舎接続施設および駅前広場
- 浜松町スクエア
- 岐阜花フェスタ記念公園回廊
- 桜美林大学プラネット淵野辺キャンパス
- 東急番町ビル、東急虎ノ門ビル、博多東急REIホテル、東急銀座二丁目ビル
- 芝浦工業大学大宮校舎新２号館
- 五島美術館改修／原設計・吉田五十八
- E-WELL 米子、松江
- 正願寺
- 芦屋のすまい

## 主な受賞歴
- 1994 都市景観大賞「用賀駅周辺地区・世田谷ビジネススクエア」
- 1998 日本建築美術協会賞（AACA賞）「モエレ沼公園」
- 1999 東京建築賞最優秀賞「ソニー・ミュージックエンタテインメント白金台オフィス」
- 1999 千葉県建築文化賞優秀賞「志方邸」
- 2000 建築業協会賞（BCS賞）「ソニー・ミュージックエンタテインメント白金台オフィス」
- 2000 日本建築学会作品選奨「ソニー・ミュージックエンタテインメント白金台オフィス」
- 2000 日本建築士会連合会賞優秀賞「ソニー・ミュージックエンタテインメント白金台オフィス」
- 2000 日本建築美術協会賞（AACA賞）・特別賞「鳥取フラワーパーク」
- 2002 インテリアプランニング賞優秀賞 「セルリアンタワー金田中」
- 2002 新潟駅駅舎・駅前広場提案競技設計「最優秀賞」
- 2002 グッドデザイン大賞「モエレ沼公園」
- 2006 日本建築学会作品選奨「モエレ沼公園ガラスのピラミッド」
- 2008 日本建築学会賞（業績）「モエレ沼公園」
- 2007 土木学会デザイン賞・最優秀賞「モエレ沼公園」
- 2010 公共建築賞優秀賞「モエレ沼公園ガラスのピラミッド」
- 2013 グッドデザイン賞　BEST100 五島美術館改修
- 2014 日本建築士会連合会賞　奨励賞　正願寺
- 2015 中部建築賞　正願寺

## 著書
- 2000 「Architect5 」Architecture as Sensuous Comfort　I’Arca Edizioni spa
- 2000 「モダニズム建築の軌跡」-モダニズムの遺伝子　丹下健三- 共著　INAX出版
- 2003 「アーキテクトファイブ」-建築ジャーナル別冊- 建築ジャーナル
- 2005 「建築家のメモ-メモが語る歴史と未来」掲載　 丸善　共著
- 2007 「家のいごこち」　くうねるところにすむところ　子供たちに伝えたい家の本インデックス・コミュニケーションズ
- 2007 「ケンチクカ　芸大建築科100年　建築家1100人」建築資料研究所　共著
- 2008 「家のワークショップ」 WORLD PHOTO PRESS　共著
- 2008 「文京区グリーンマップ」 「文京区ブルーマップ」「文京区レッドマップ」日本建築家協会(JIA)文京地域会　共著
- 2010 「住宅の居心地」彰国社　共著
- 2013 「丹下健三とKENZO TANGE」オーム社　編者：豊川斎赫　インタビュー集
- 2013 「丹下健三 伝統と創造−瀬戸内から世界へ」　美術出版社　共著
- 2015 「応答漂うモダニズム」　左右社　共著